# Enrico Albertosi
Enrico Albertosi (Pontremoli, 1939. november 2. –) Európa-bajnok és világbajnoki ezüstérmes olasz labdarúgó, kapus.

## Pályafutása

### Klubcsapatban
1953-ban kezdte a labdarúgást a Pontremolese csapatában. A következő évben került a Spezia korosztályos csapatához, ahol 1957-ben mutatkozott be az első csapatban. 1958 és 1968 között a Fiorentina labdarúgója volt, ahol kétszer nyert olasz kupát a csapattal. Tagja volt az 1960–61-es KEK-győztes együttesnek, amikor a csapat vezetőedzője Hidegkuti Nándor volt. 1968 és 1974 között a Cagliari csapatában védett és bajnok lett az együttessel az 1969–70-es idényben. 1974-től az AC Milan játékosa volt, ahol egy-egy bajnoki címet és olasz kupa-győzelmet ért el a csapattal. 1980-ban érintett volt a bundabotrányban és két évre eltiltották. 1982-ben a harmadosztályú Elpidiense csapatában tért vissza még két idényre. 1984-ben 45 évesen vonult vissza az aktív labdarúgástól.

### A válogatottban
1961 és 1972 között 34 alkalommal szerepelt az olasz válogatottban. Négy világbajnokságon vett részt (1962, Chile, 1966, Anglia, 1970, Mexikó, 1974, NSZK). Az első és utolsó világbajnokságán nem lépett pályára, de a másik kettőn minden mérkőzésen ő védett. 1970-ben tagja volt az ezüstérmes csapatnak. 1968-ban Európa-bajnok lett a válogatottal.

## Sikerei, díjai
Olaszország
- Világbajnokság
  - ezüstérmes: 1970, Mexikó
- Európa-bajnokság
  - aranyérmes: 1968, Olaszország

 Fiorentina
- Olasz kupa (Coppa Italia)
  - győztes: 1961, 1966
- Kupagyőztesek Európa-kupája (KEK)
  - győztes: 1960–61
- Közép-európai kupa
  - győztes: 1966

 Cagliari
- Olasz bajnokság (Serie A)
  - bajnok: 1969–70

 AC Milan
- Olasz bajnokság (Serie A)
  - bajnok: 1978–79
- Olasz kupa (Coppa Italia)
  - győztes: 1977